# Linda Lavin
Linda Lavin (Portland (Maine), 15 oktober 1937 – Los Angeles, 29 december 2024) was een Amerikaanse zangeres en actrice. 
Ze won in zowel 1979 als 1980 een Golden Globe voor haar rol als Alice Hyatt in de sitcom Alice. Hiervoor werd ze in 1979 ook genomineerd voor een Primetime Emmy Award. Lavin speelde in meer dan 200 afleveringen van de serie. 
In 1966 werd ze ontdekt bij de musical It's a Bird...It's a Plane...It's Superman. Vele musicals later speelde ze mee in The Diary of Anne Frank in 1997. Ook was ze in 1979 te gast in The Muppet Show en speelde ze mee in onder meer de films The Muppets Take Manhattan, I Want to Go Home en The Back-up Plan.
Lavin is drie keer getrouwd. Het eerste huwelijk (met Ron Leibman) strandde in 1980. Daarna trouwde ze nog met Kip Niven (scheiding in 1992) en tot haar dood was ze gehuwd met acteur en muzikant Steve Bakunas. Ze woonde in Wilmington, maar verhuisde in 2012 naar New York.
Lavin overleed op 29 december 2024 op 87-jarige leeftijd aan longkanker.
- Bibsys: 1492758309984
- Biblioteca Nacional de España: XX1594296
- Bibliothèque nationale de France: cb140337240 (data)
- Gemeinsame Normdatei: 1020504293
- International Standard Name Identifier: 0000 0001 1476 9425
- Library of Congress Control Number: n85168552
- MusicBrainz: ae8f0297-de69-4a34-810b-099932f41d70
- Nationale bibliotheek van Australië: 35864723
- Nationale Bibliotheek van Israël: 987007427483805171
- SNAC: w63854rx
- Système universitaire de documentation: 073355569
- Trove: 1121930
- Virtual International Authority File: 87321606
- WorldCat: E39PBJp9mKM96vRhbj9JybXfMP